# Jakub Zorzi
Jakub Zorzi (zm. 1410) – wenecki władca Markizatu Bodonitzy w latach 1388-1410. 

## Życiorys
Był synem Franciszka Zorzi. Jego panowanie były naznaczone ekspansją Turków Osmańskich, Jakub został zmuszony do uznania się lennikiem sułtana. Jego następca był jego syn Mikołaj II Zorzi. 